# Мбугуа, Джанет
Джанет Мбугуа (род. 10 января 1984, Момбаса) — кенийская медийная персона, ведущая и актриса. В первый год своей карьеры она работала ведущей новостей на Kenya Television Network. Она проработала на Citizen TV несколько лет, прежде чем объявила о своём уходе из медиаиндустрии. Она была ведущей новостей Citizen в прайм-тайм вместе с Хусейном Мохаммедом. Она участвовала в деятельности Гуманитарного общества Красного Креста Кении. Джанет интересуется кино и искусством. В качестве актрисы она сыграла главную роль в телесериале «Раш».

## Ранние годы и образование
Джанет родилась 11 января 1984 года, происходит из народа кикуйю и выросла в Момбасе, Кения. У неё есть брат-близнец Тимоти Мбугуа.
Джанет училась в средней школе Брукхаус, а затем поступила в Международный университет США (USIU).
Проработав некоторое время, она поступила в Университет творческих технологий Лимкоквинг в Малайзии, чтобы получить степень в области массовых коммуникаций.
Она получила степень MBA в области глобального управления бизнесом в Швейцарской академии менеджмента в Найроби, Кения.

## Карьера
В 2004 году в возрасте 19 лет Мбугуа начала карьеру на радиостанции 98.4 Capital FM. В 2009 году она была нанята в качестве ведущей новостей, репортёра и продюсера панафриканского шоу о текущих событиях Africa 360 на канале e.tv в Йоханнесбурге, Южная Африка. До недавнего времени она была ведущей новостей на канале Citizen TV, ведущей Monday Special и The Big Question.
В 2014 году она снялась в ситкоме «Раш». Она получила главную роль Пендо Адамы, владельца и главного редактора журнала Rush Magazine.
В июле 2017 года она начала консультировать The Hive, американскую организацию, стремящуюся расширить распространение информации о гендерном равенстве в Кении и других африканских странах. В 2019 году она курировала и вела телепередачу «Here And Now» (дословно — «Здесь и сейчас») на NTV, посвящённую социально-экономическим и политическим проблемам, затрагивающим молодёжь.

## Гуманитарная деятельность
Она способствовала расширению прав и возможностей молодых женщин с помощью кампании Инуа Дада, которую поддерживает первая леди Кении Маргарет Кеньятта. 8 октября 2021 года она открыла Центр Инуа Дада в трущобах Корогочо в Найроби. Центр представляет собой пространство, обеспечивающее доступ к информации и осведомлённости о репродуктивном здоровье и правах.

## Личная жизнь
Джанет Мбугуа замужем за Эдвардом Ндичу. У пары двое сыновей: Итан Хуру Ндичу, родившийся в октябре 2015 года, и Мали Ндичу. В 2019 году Джанет выпустила свою первую книгу «Мой первый раз» — сборник рассказов женщин, девочек и мужчин об их первом взаимодействии с менструацией.